# Corynura lepida
Corynura lepida là một loài Hymenoptera trong họ Halictidae. Loài này được Alfken mô tả khoa học năm 1926.